# Astragalus cronquistii
Astragalus cronquistii är en ärtväxtart som beskrevs av Rupert Charles Barneby. Astragalus cronquistii ingår i släktet vedlar, och familjen ärtväxter. Inga underarter finns listade i Catalogue of Life.